# Età d'oro della cultura bulgara

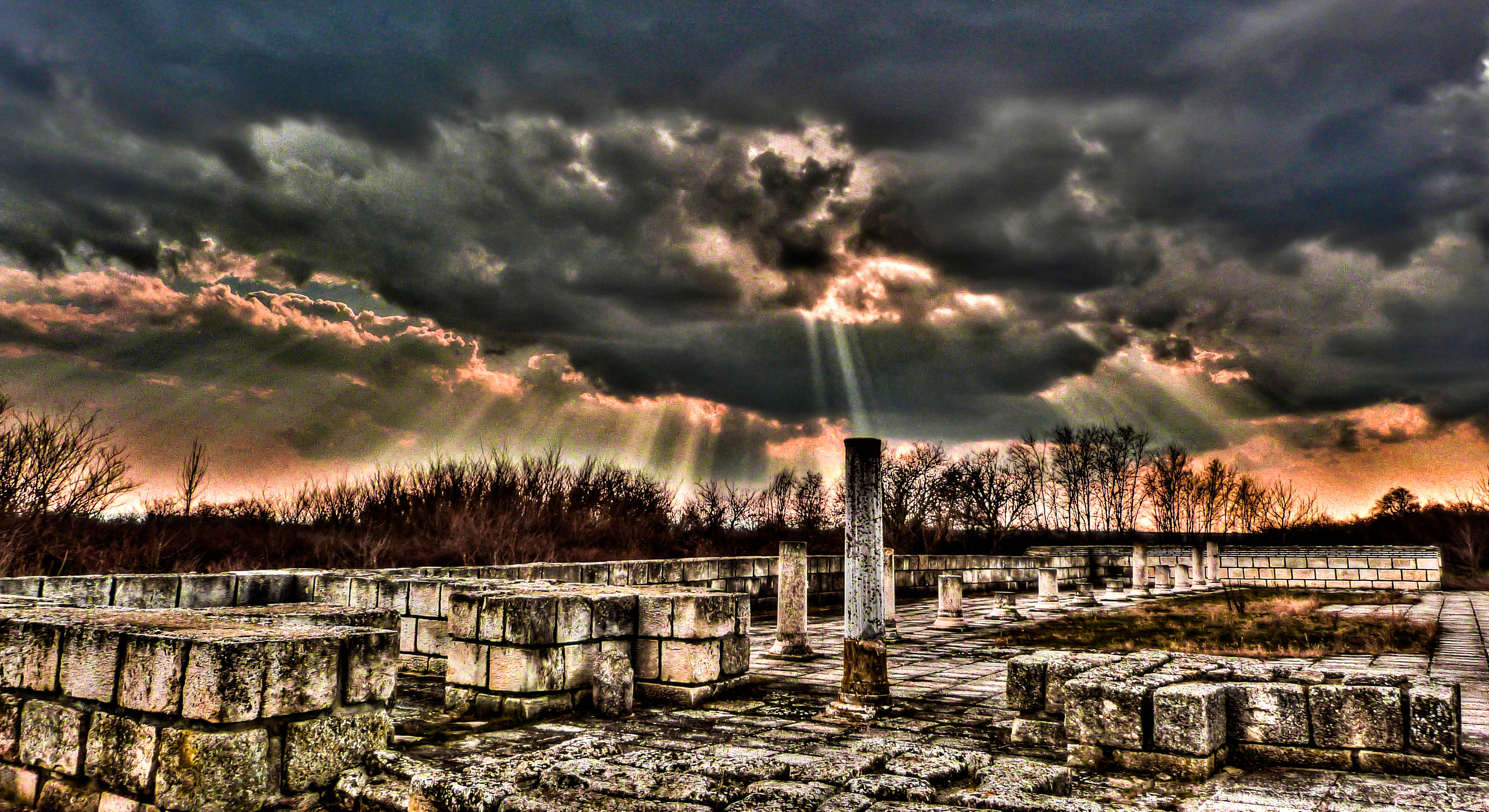
Grande Basilica di Pliska

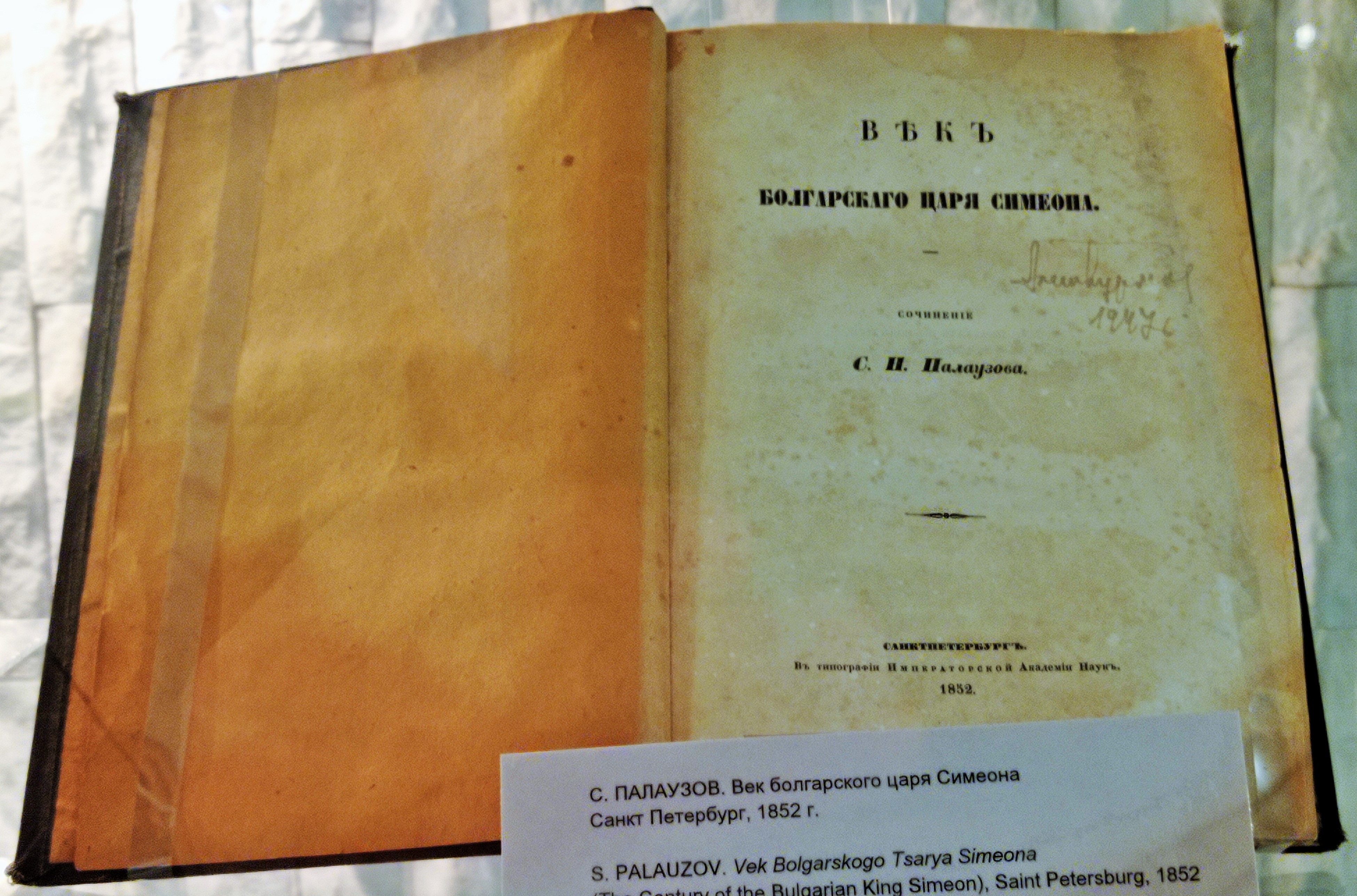
L'opera omonima di Spiridon Palauzov

L'età d'oro della cultura bulgara è chiamato il periodo che va dalla cristianizzazione della Bulgaria alla fine del regno di Pietro I con l'invasione di Svjatoslav.
Il termine fu introdotto poco prima della guerra di Crimea (1852) con l'opera omonima dello storico Spiridon Palauzov ed è ora ampiamente accettato. Questa è l'ora di Simeone I il Grande, il primo "zar" della storia.
Questo è un periodo di prosperità e successo a tutto tondo: statale, militare e culturale. Questo periodo predetermina l'ulteriore sviluppo storico dell'Europa sud-orientale e orientale.